# Брантфорд
Бра́нтфорд (англ. Brantford) — город, расположенный на реке Гранд-Ривер на юго-западе провинции Онтарио, Канада. По результатам переписи населения, на 2021 год население города составляло 104 162 человек, а с пригородами около 144 162.
Брантфорд географически относится к округу Брант, сообщается с городом Вудсток на западе и городом Гамильтон на востоке посредством трассы 403 и с городом Кеймбридж на севере с помощью трассы 24. Шоссе 424, соединяющее шоссе 401 из Кеймбриджа с шоссе 403 в Брантфорде, находится в стадии планирования.
Брантфорд известен как «Телефонный город», поскольку знаменитый житель города Александр Грэм Белл изобрел первый телефон в усадьбе своего отца, Мелвилл-Хаус, ныне Белл-Хомстед, расположенной на Тутела-Хайтс к югу от города.
Город назван в честь Джозефа Бранта (Тайенданегеа) — вождя племени мохоков и офицера английской армии, основавшего здесь резервацию. Брант был важным лидером лоялистов во время американской войны за независимость и позже, после того, как Хауденосауни переехал в район Брантфорда в Верхней Канаде. Многие из его потомков и другие представители коренных народов живут в близлежащй резервации Шести наций к югу от Брантфорда; это самая густонаселенная индейская резервация Канады.

## История
Аттавандарон, говорящий на ирокезском языке, известный на английском языке как « Нейтральная нация» , жил в районе долины Гранд-Ривер до XVII века; их главная деревня и резиденция вождя Кандушо, была идентифицирована историками XIX века как расположенная на Гранд-Ривер , где развивался современный Брантфорд. Это сообщество, как и остальные их поселения, было разрушено, когда ирокезы объявили в 1650 году войну из-за торговли мехом и истребили нейтральную нацию.
В 1784 году капитан Джозеф Брант и народ ирокезов Конфедерации ирокезов покинули штат Нью-Йорк и направились в Канаду.  В награду за верность британской короне им был предоставлен большой земельный грант, называемый Халдимандский тракт, на Гранд-Ривер. Первоначальное поселение могавков находилось на южной окраине современного города, в месте, удобном для высадки на каноэ. Переправа (или брод) Бранта через реку дала первоначальное название этому району: Брод Бранта. Индейский заповедник Глеб-Фарм существует на первоначальном месте и сегодня.
Этот район начал разрастаться из небольшого поселения в 1820-х годах, когда были улучшены дороги Гамильтон и Лондон-роуд. К 1830-м годам Брантфорд стал остановкой на подземной железной дороге, и в городе поселилось значительное количество беглых афроамериканцев. С 1830-х по 1860-е годы – несколько сотен человек африканского происхождения поселились в районе Мюррей-стрит и в Кейнсвилле. В Брантфорде они основали собственную школу и церковь, теперь известную как Мемориальная церковь Дрейка.
В 1846 году, по оценкам, 2000 жителей жили в центре города, а 5199 - в отдаленных сельских районах.  В то время в Брантфорде было восемь церквей – епископальная, пресвитерианская, католическая, две методистские, баптистская, конгрегационалистская и одна для афро-канадских жителей.
К 1847 году европейцы начали селиться дальше по течению реки, у брода через Гранд-Ривер, и назвали свою деревню Брантфорд. Население увеличилось после 1848 года, когда было открыто речное судоходство, и снова в 1854 году с появлением железной дороги.
Из-за легкости навигации по новым дорогам и Гранд-Ривер к 1869 году в городе можно было найти несколько производственных компаний, включая Brantford Engine Works, Victoria Foundry и Britannia Foundry.
История региона Брантфорд с 1793 по 1920 год подробно описана в книге «В развилках Гранда» («At The Forks of The Grand» - англ.).
В конце 19-го и начале XX веков канадское правительство поощряло обучение детей коренных народов в школах-интернатах, которые были предназначены для обучения их английскому и европейско-канадскому обычаям и ассимиляции их с культурами большинства. К таким учреждениям в Брантфорде или его окрестностях относились индейская школа Томаса, школа-интернат Института могавков (также известная как школа ручного труда ирокезов и индейская школа-интернат Mush Hole) и школа-интернат Хауденосауни. Десятилетия спустя, особенно с конца XX века, многочисленные научные и художественные работы исследовали пагубное влияние школ на разрушение коренных культур. Примеры включают дипломную работу Рональда Джеймса Дугласа под названием « Документирование этнических чисток в Северной Америке : создание невидимых слез» и онлайн-сборник СМИ Фонда «Наследие надежды»: «Где дети? Исцеление наследия школ-интернатов».
В июне 1945 года Брантфорд стал первым городом в Канаде, который фторировал воду.
Брантфорд вызвал споры в 2010 году, когда его городской совет экспроприировал и снес 41 историческое здание в центре города на южной стороне главной улицы Колборн-стрит. Здания представляли собой один из самых длинных блоков архитектуры до Конфедерации в Канаде и включали в себя один из первых продуктовых магазинов Онтарио и офис канадской телефонной компании Bell, построенный в начале 1890-х годов . Это решение подверглось широкой критике со стороны сообщества по сохранению наследия Онтарио, однако город утверждал, что оно необходимо для обновления центра города.

## Изобретение телефона

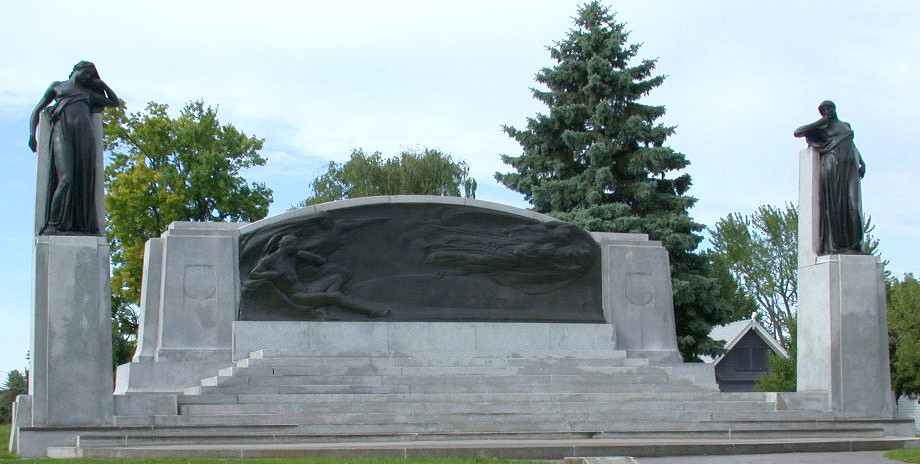
Мемориал Белла, посвященный изобретению телефона Александром Грэмом Беллом

В некоторых статьях предполагается, что телефон был изобретен в Бостоне, где Александр Грэм Белл проделал большую работу по разработке устройства. Однако Белл подтвердил, что Брантфорд является местом рождения устройства в речи 1906 года: «Проблема с телефоном была решена, и она была решена в доме моего отца». На открытии Мемориала Белла 24 октября 1917 года Белл напомнил присутствующим, что «Брантфорд прав, заявляя об изобретении здесь телефона... [который был] задуман в Брантфорде в 1874 году и родился в Бостоне в 1875 году. И что «первая передача на расстояние была осуществлена между Брантфордом и Парижем » (3 августа 1876 г.). Кроме того, вторая успешная голосовая передача (на расстояние 6 км) также была осуществлена в этом районе, 4 августа 1876 года, между телеграфом в Брантфорде, Онтарио, и усадьбой отца Белла.
Первая в Канаде телефонная фабрика, созданная Джеймсом Каухердом, располагалась в Брантфорде и действовала примерно с 1879 года до смерти Каухерда в 1881 году на территории нынешнего Брантфорда. Сочетание событий привело к тому, что Брантфорд назвал себя «Телефонным городом».

## Кино и телевидение
Брантфорд использовался как место съемок телевидения и фильмов.
- В телесериале «Расследование Мёрдока» в качестве здания суда использовалось здание Карнеги, которое сейчас является частью кампуса Брантфордского университета Уилфрида Лорье. Интерьер Центра исполнительских искусств Сандерсона также был показан в сериале. Кроме того, парк Виктория и многие старые дома вдоль улиц Далхаузи и Джордж использовались для съемок мест.
- Третий сезон телесериала «Пацаны» частично снимался в Брантфорде весной 2021 года .
- Телесериал «Рассказ служанки» снимался в нескольких местах в Брантфорде в 2018, 2020 и 2022 годах.
- В нескольких фильмах сцены были сняты в аэропорту Брантфорда, в том числе «Добро пожаловать в Лосиную бухту» и «Где скрывается правда». Здесь также снимались многие эпизоды «Расследования авиакатастроф».
- Эпизод «Доктор Лонг Болл» сериала «Строго на юг» был снят на стадионе Арнольда Андерсона в Кокшатт-парке.
- Центр Брантфорда стал местом проведения съемок «Рокового города» в 2006 году и «Сайлент-Хилла» в 2005 году. Многие жители этого района заметили, как мало нужно сделать, чтобы центр города выглядел обветшалым и наполненным призраками.
- Центр исполнительских искусств Сандерсона в Брантфорде использовался в качестве главной сцены «Розы» на «Фестивале Нью-Бербеджа» в сериале «Пращи и стрелы» .

## Известные уроженцы
- Костейн, Томас Бертрам (1885—1965) — американский писатель канадского происхождения, автор популярных исторических романов.
- Гретцки, Уэйн (род. 1961) — канадский хоккеист, один из самых известных спортсменов XX века.
- Надем, Александр (род.4 ноября) — канадский продюсер, один из лучших представителей жанра Электро.